# Коростелев, Виктор Иванович
Виктор Иванович Коростелев (6 января 1928 года, Мучкап Тамбовская область — ?) — советский учёный-геолог, доктор геолого-минералогических наук (1975), профессор Северо-Восточного федерального университета имени М. К. Аммосова. Внёс существенный вклад в изучение геологии Восточной Якутии.

## Биография
Родился 6 января 1928 года в селе Мучкап Тамбовской области. После окончания Московского университета работал в геологосъёмочных партиях ПГО «Якутскгеология». В 1966 году защитил кандидатскую диссертацию по теме «Стратиграфия триасовых отложений Восточного Верхоянья».
В 1972 году под руководством Виктора Коростелева в горах Южного Верхоянья впервые была организована учебная геолого-съемочная практика для студентов геологического отделения инженерно-технического факультета Якутского университета. Место для базирования полевого лагеря он выбрал, исходя из собственного опыта ведения геологической съёмки (ранее он работал в производственной экспедиции, расположенной в посёлке Хандыга Томпонского района Якутии), ориентируясь на геологические объекты, которые можно посещать студентам в пеших маршрутах.
В 1975 году защитил диссертацию на соискание ученой степени доктора геолого-минералогических наук по теме «Геология и особенности тектонического развития Южного Верхоянья». В 1979 году профессор В. И. Коростелев организовал и возглавил (в 1979—1986 гг.) кафедру «Геология и тектоника», которая многие годы курировала главные общегеологические курсы. Этой кафедрой был создан Томпонский учебно-съёмочный полигон, расположенный в отрогах хребта Сунтар-Хаята. Обустроенный руками студентов и преподавателей, он превратился в стационарную базу полевой практической подготовки студентов в условиях, близко моделирующих реальное производство поисково-съемочных работ.
Cегодня Томпонский полигон носит имя В. И. Коростелева.